# Paul Weiland
Pour les articles homonymes, voir Weiland.
Paul Weiland, né à Londres le 11 juillet 1953 , est un réalisateur britannique.

## Filmographie
- 1987 : Leonard Part 6
- 1990 : Mr. Bean (Série télévisée) - Saison 1
- 1994 : L'Or de Curly (City Slickers II: The Legend of Curly's Gold)
- 1997 : Pour l'amour de Roseanna (Roseanna's Grave)
- 1999 : Blackadder Back & Forth
- 2006 : Sixty Six
- 2008 : Le Témoin amoureux (Made of Honor)